# Municipalità di Ozurgeti
La municipalità di Ozurgeti (in georgiano ოზურგეთის მუნიციპალიტეტი?) è una Municipalità della Georgia della Guria.
Nel censimento del 2002 la popolazione si attestava a 78 760 abitanti. Nel 2014 il numero risultava essere 62 863.
La città di Ozurgeti è il centro amministrativo della municipalità, la quale si estende su un'area di 675 km².

## Popolazione
Dal censimento del 2014 la municipalità risultava costituita da:
- Georgiani, 97,19%
- Armeni, 1,77%
- Russi, 0,59%
- Ucraini, 0,17%
- Azeri, 0,04%

## Monumenti e luoghi d'interesse
- Ozurgeti
- Ureki
- Chiesa di Achi
- Chiesa di Likhauri
- Fortezza di Askana
- Monastero di Jumati
- Cattedrale di Shemokmedi
- Obelisco di Nasakirali